# Пелекас (река)
Пелекас (греч. Πέλεκας), также Лефкос (Λεύκος — «Белая») — небольшая река в Греции, на юге периферии Центральная Македония, правый приток Мавронери. Берёт исток на восточных склонах гор Пиерия, близ деревни Элатохорион. Течёт на восток, мимо города Катерини. Впадает в Мавронери к югу от Катерини.
В античной географии река называлась Левк (др.-греч. Λεῦκος).
При реке Левк в 168 году до н. э. состоялась битва при Пидне, в которой Персей Македонский потерпел поражение от римских войск под командованием консула Эмилия Павла, что привело к полному подчинению Македонии Риму. По сообщению, переданному Плутархом, от крови убитых макемодян воды Левка были красны на следующий день, когда римляне переходили реку.